# Бенджамин Андерсън
Бенджамин Макалистър Андерсън (на английски: Benjamin McAlester Anderson) е американски икономист.

## Биография
Роден е на 1 май 1886 година в Кълъмбия, щата Мисури, в семейството на местен бизнесмен и политик. През 1906 година получава бакалавърска степен от Мисурийския университет, през 1910 година - магистърска степен от Университета на Илинойс в Ърбана-Шампейн, а през 1911 година защитава докторат в Колумбийския университет.
Преподава икономика в Колумбийския и Харвардския университет, работи като икономист в Националната търговска банка (1918-1920) и в „Чейз Нешънъл Бенк“ (1920-1939), след което отново преподава в Калифорнийския университет – Лос Анджелис.
Той е критик на количествената теория за парите, противник на държавната намеса в икономиката и един от първите популяризатори на Австрийската икономическа школа в Съединените щати.
Бенджамин Андерсън умира на 19 януари 1949 година в Лос Анджелис.